# Bewegungsspiel
Unter Bewegungsspielen verstehen Spielwissenschaft und Sportwissenschaft Spielformen, bei denen die Motorik des Menschen und die körperliche Bewegung im Mittelpunkt stehen. „Es handelt sich dabei um sogenannte ‚Ganzkörperbewegungen‘, die nicht nur einzelne Körperteile, sondern den Großteil des menschlichen Bewegungsapparats und die inneren Leistungsorgane aktivieren.“

## Formen
Die Bezeichnung „Bewegungsspiel“ dient als Sammelbegriff für eine Reihe sehr unterschiedlicher Spielformen wie Laufspiele, Hüpfspiele, Wurfspiele, Ballspiele, Staffelspiele, Tanzspiele oder Sportspiele. In der Spielpraxis gibt es vielfältige Überschneidungen mit anderen Einteilungen, etwa mit den Kennenlernspielen, den Kreativspielen oder den Kooperativen Spielen, die auch Bewegungselemente enthalten können. Die jeweiligen Bezeichnungen drücken aus, welche spezifischen Inhalte mit ihnen verbunden sind oder welche Zielsetzung mit ihnen vorrangig verfolgt werden soll.
Die Bezeichnung Bewegungsspiel deckt eine breite Palette an Spielformen ab, die von einfachen Straßenspielen mit wechselndem Regelwerk bis zu hoch komplexen, auch als Beruf betriebenen Großen Sportspielen reichen.

### Straßenspiele

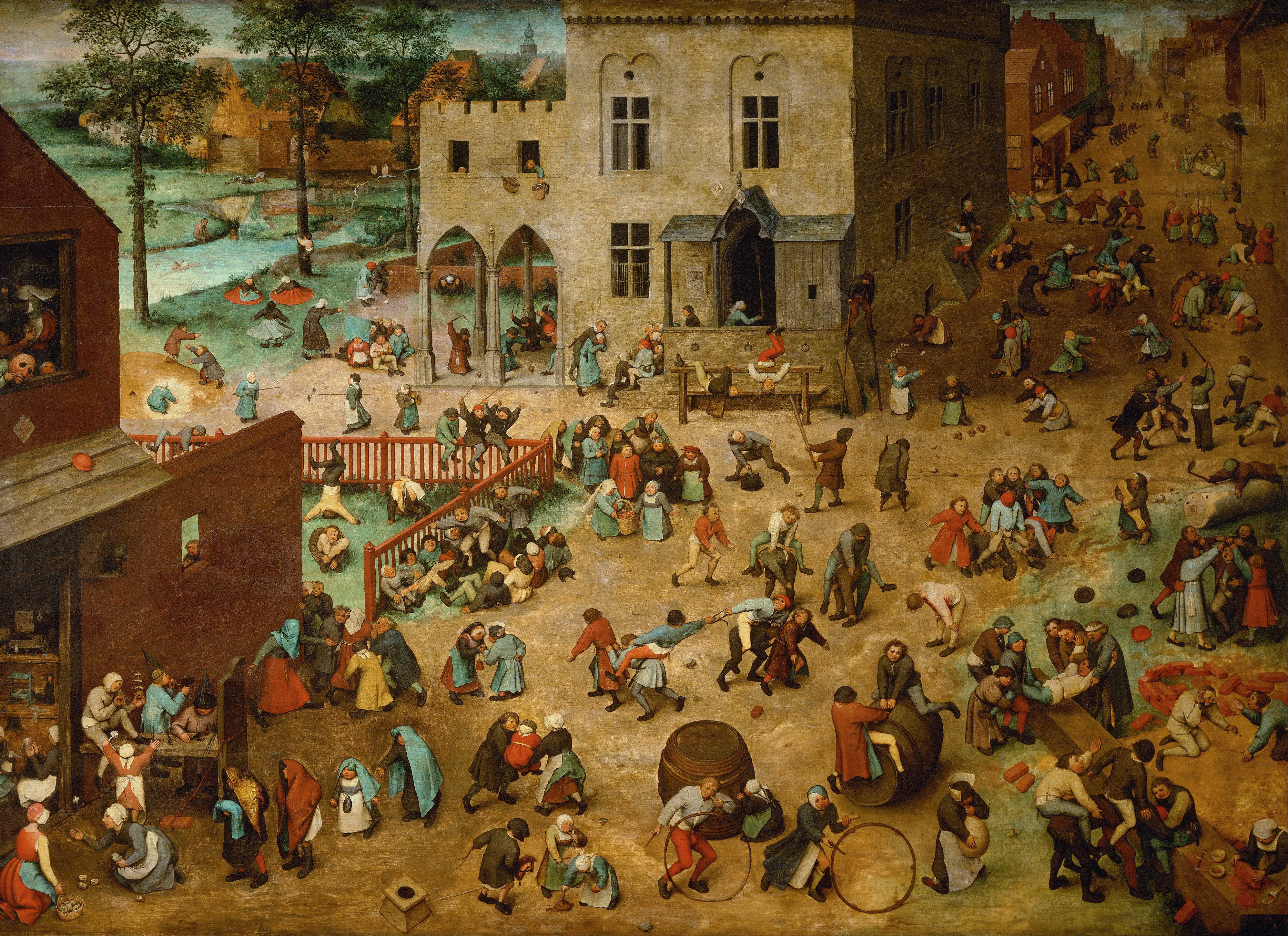
Pieter Brueghel der Ältere: Die Kinderspiele 1560

Zu den sogenannten „Straßenspielen“ gehören Spielformen, die ursprünglich aus spontanen Spielentscheidungen auf öffentlichen Spielflächen wie Straßen, Plätzen, Höfen, Stränden, Wiesen entstanden wie Hinkelkastenhüpfen, Steckenpferdreiten, Bockspringen, Reifenschlagen oder Pinneken kloppen. Bewegungsspiele dieser Art waren schon im Mittelalter bei der bäuerlichen und bürgerlichen Gesellschaft beliebt. Sie dominieren auch das Spielgeschehen auf dem berühmten Bild  „Die Kinderspiele“ des flämischen Bauernmalers Pieter Bruegel der Ältere.
Spiele wie „Ball-über-die-Schnur“, „Schlagball“, „Faustball“, „Brennball“ oder „Völkerball“ entwickelten ihr Regelwerk zu anspruchsvollen Formen, die inzwischen in überregionalen Wettkämpfen ausgetragen werden oder sogar schon als olympische Disziplin anerkannt sind wie das  Beachvolleyball (Strandvolleyball).

Beschilderung eines verkehrsberuhigten Bereichs
Hinweiszeichen Beginn eines verkehrsberuhigten Bereichs
Hinweiszeichen Ende eines verkehrsberuhigten Bereichs

Aus der Erkenntnis, dass Kinder trotz des dichter und schneller gewordenen Straßenverkehrs in ihrem unmittelbaren Wohnumfeld gefahrenentschärften Spielraum brauchen, wurden seit 1980 von den Kommunen in bestimmten Wohnbereichen sogenannte „verkehrsberuhigte Bereiche“ eingerichtet, Verwaltungsvorschriften (StVO § 42, Abs. 2) erlassen und Verkehrszeichen (325.1 und 325.2) angebracht, wo Kinderspiele grundsätzlich erlaubt sind und der Straßenverkehr darauf Rücksicht nehmen muss.

### Sportspiele

#### Kleine Bewegungsspiele

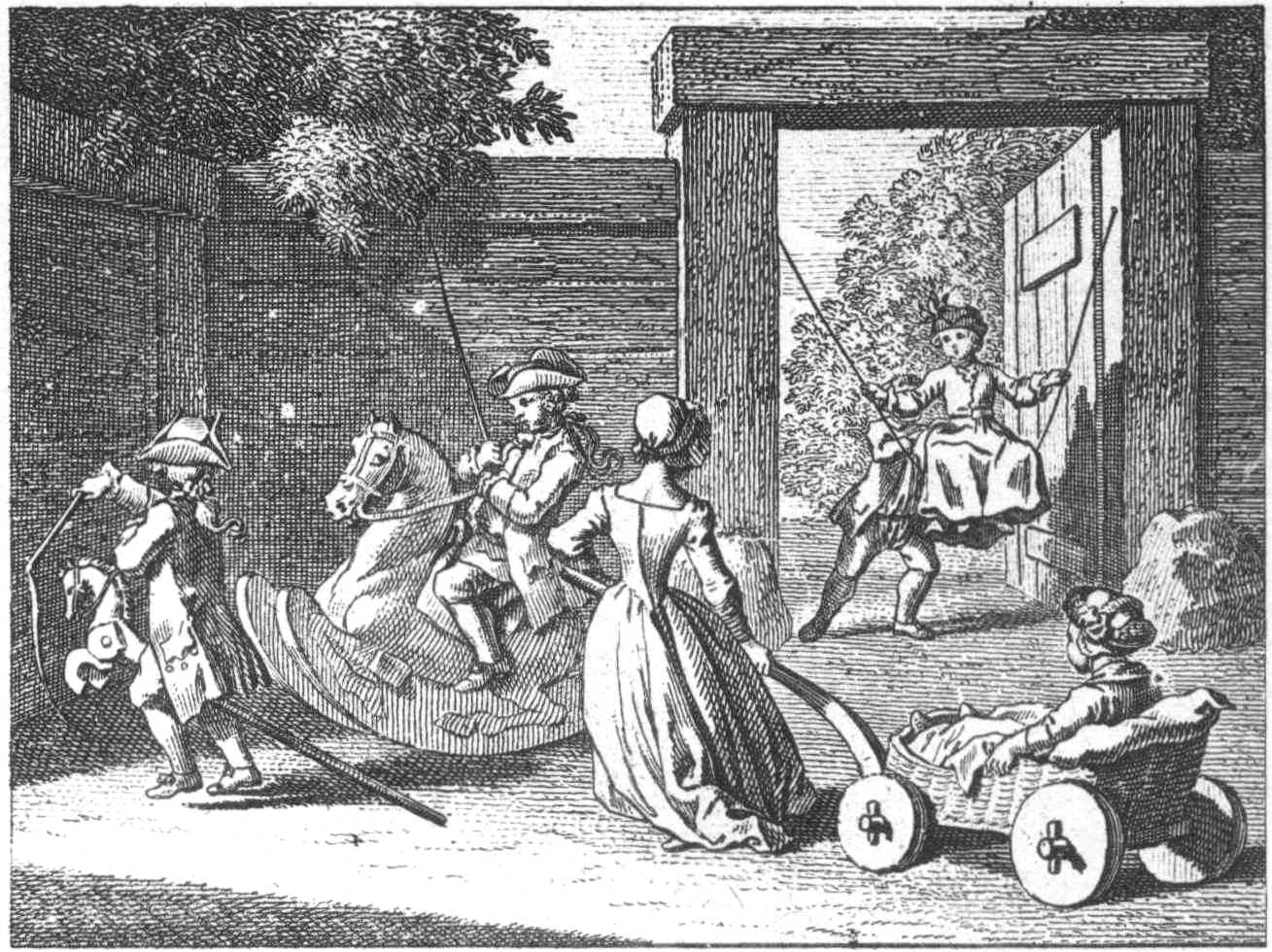
Bewegungsspiele bei Basedow: Steckenpferd- und Schaukelpferdreiten, Schaukeln im Seile. Kupferstich von Daniel Chodowiecki

In Sportdidaktik und Sportmethodik wird zwischen den sogenannten „Kleinen Bewegungsspielen“ und den „Großen Sportspielen“ unterschieden. Beiden kommt in Sportunterricht und Training eine wichtige Rolle zu. Die „Kleinen Bewegungsspiele“ reichen von einfachen Laufspielen wie „Fuchs und Hase“, Hüpfspielen wie „Seilspringen“, Staffeln verschiedener Art wie „Pendelstaffeln“ oder Fangspielen wie „Der schwarze Mann“ bis zu Parteienspielen wie z. B. Schlagball, Faustball, Prellball, Ringtennis, Indiaca oder Korfball.
Viele der einfachen Bewegungsspiele finden sich schon in der ersten systematischen Spielsammlung des Philanthropen Johann Christoph Friedrich Guts Muths. Auch die Pädagogen Jean-Jacques Rousseau, Johann Heinrich Pestalozzi und Friedrich Wilhelm August Fröbel ordneten dem Bewegungsspiel in ihren Erziehungskonzepten eine hohe Bedeutung zu. Friedrich Ludwig Jahn, der Schöpfer der deutschen Turnbewegung, gab den von ihm als Turnspiele bezeichneten Spielformen einen eindeutig wehrertüchtigenden Charakter und Auftrag.
Heute erfüllen die „Kleinen Bewegungsspiele“ didaktisch und methodisch bei der systematischen Hinführung zu den „Großen Sportspielen“ eine unverzichtbare Funktion. Sie bilden vom Kindergarten über den Sportunterricht der Schulen bis zum Training der Profisportler das  methodische Fundament für den Aufbau sportlicher Leistungen, dienen aber oft auch „nur“ dem entspannenden Miteinander der Spielenden.

#### Große Sportspiele
Zu den sogenannten „Großen Sportspielen“ zählen Spiel- und Sportwissenschaft Spielformen, die ein kodifiziertes, meist international gültiges Regelwerk aufweisen. Verbindlich festgelegte Spielfeldmaße, normierte Spielabläufe, Sanktionen bei Verstößen und Schiedsrichter, die über die Einhaltung der Regeln wachen, bestimmen diese Spielformen.

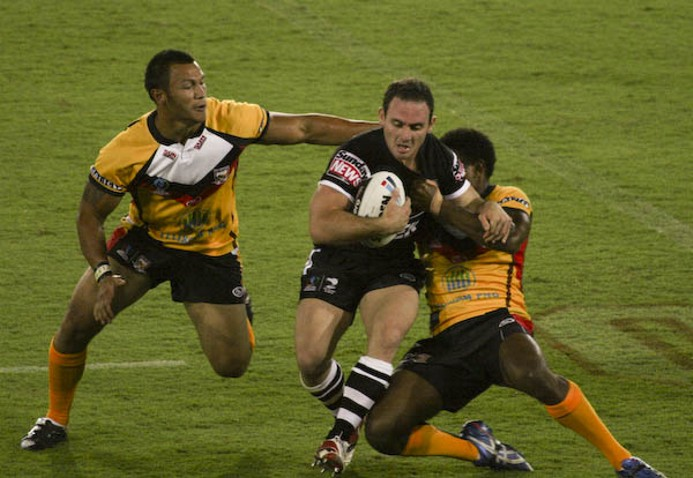
Kampfszene aus dem World Cup der Rugby League New Zealand 2008

Als solche werden etwa die Sportarten Fußball, Volleyball, Hallenhandball, Basketball, Eishockey, Rugby oder Tennis angesehen. Ihr Leistungsniveau kann bis zur Professionalität gesteigert werden. Hoch bezahlte Athleten, als Berufsspieler in Vereinen organisiert, werden als Wirtschaftsware gehandelt, treten in Wettkämpfen gegeneinander an, tragen nationale und internationale Meisterschaften aus und werden mit Prämien für ihre Leistungen honoriert. Die Spitzenspieler avancieren aufgrund der öffentlichen Aufmerksamkeit in den Medien zu gefeierten Stars in den Stadien und Arenen.

### Geländespiele

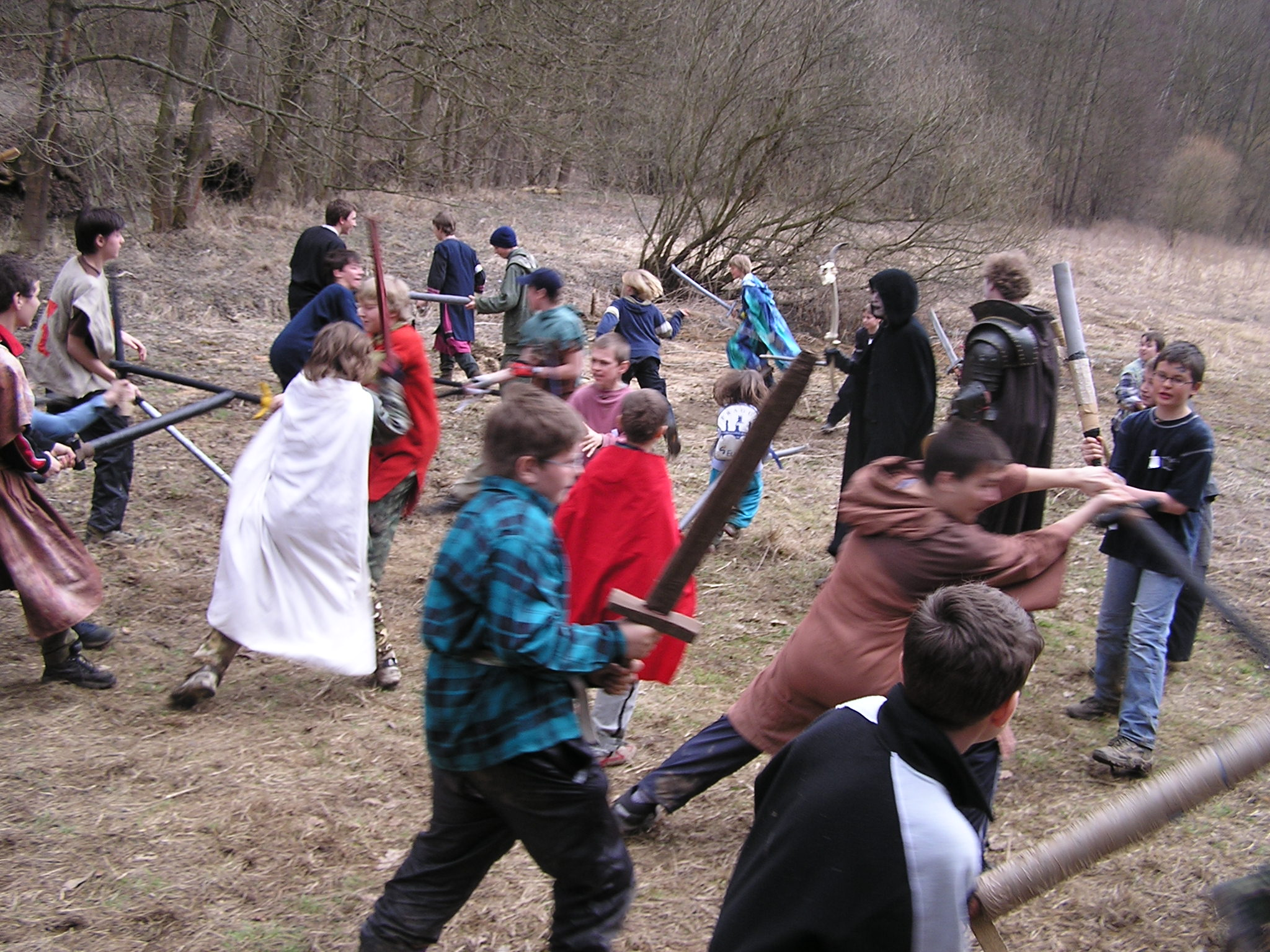
Kinder beim Ritterspiel mit Holz- und Pappschwertern

Unter die Kategorie  Geländespiel zählen alle Bewegungsspiele, die im Freien stattfinden wie Schnitzeljagd, Räuber und Gendarm oder Paintball.  Der dafür bevorzugte Spielraum sind abenteuerträchtige Gelände wie Wald, Burgruinen, Schluchten, Höhlen. Doch auch das Stadtgebiet mit möglichst unbebauten Freiflächen oder ungenutzten Gebäuden bietet sich für Geländespiele an. Sie lassen sich in historischem Gewand als „Indianerspiele“, „Ritterspiele“ oder „Kriegsspiele“ gestalten sowie in natürlicher Umgebung, z. B. in einem Waldgebiet unterhalb einer Burgruine, oder in einem künstlich geschaffenen Erlebnisraum wie einer zum Dschungel ausgestalteten Sporthalle organisieren.
Geländespiele gewinnen ihren Reiz vor allem durch die Atmosphäre des Abenteuers, die ihnen anhaftet und durch die aufgrund der räumlichen Ausdehnung beträchtlichen Handlungs- und Bewegungsmöglichkeiten.

### Exergames

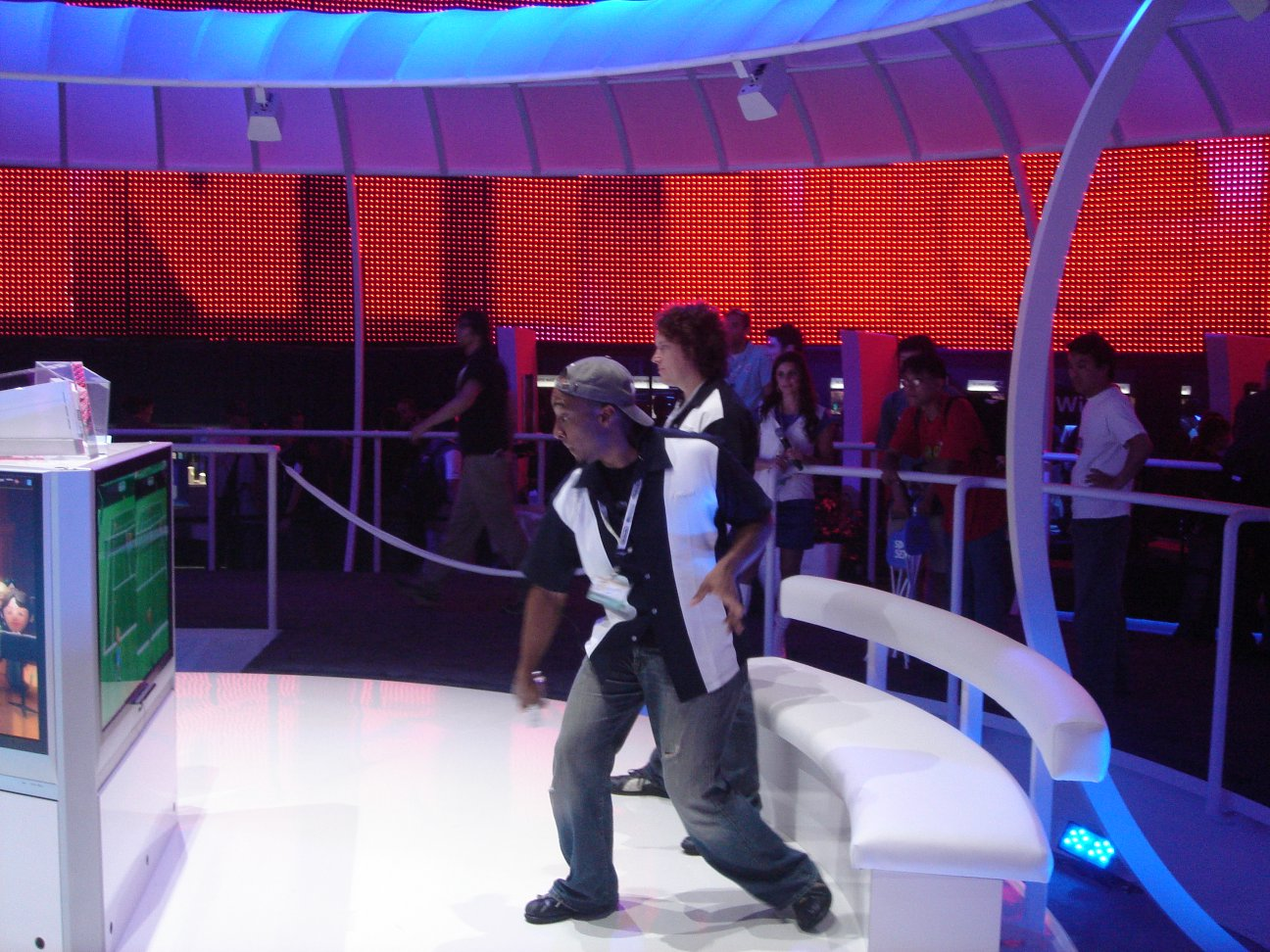
Wii Sports als Beispiel für ein Exergaming

Als Exergaming (Kofferwort aus dem englischen Wort „exercise“ für „Übung“ und „Gaming“) werden Computerspiele bezeichnet, die zu körperlichen Bewegungen und Reaktionen auffordern. Statt der üblichen Computerspiele, die sitzend mit Tastatur und Maus oder einem Gamepad gespielt werden, setzen Exergames als Steuerungselement auf verschiedene Bewegungssensoren (Beschleunigungssensor, Drucksensor), sowie teilweise auf spezielle Bilderkennungsverfahren und/oder Motion-Capture-Techniken, die es dem Spieler ermöglichen, sich im Raum zu bewegen und diese Bewegungsmuster auszuwerten.

## Sinngebungen und gesellschaftliche Bedeutung
Die Spielwissenschaftler Siegbert Warwitz und Anita Rudolf unterscheiden beim Umgang mit  Bewegungsspielen zwischen Nutzdenken und Sinnerleben. Nach ihrer Spielsystematik, die sich an den verschiedenen „Sinngebungen des Spiels“ orientiert, lässt sich Spielen aller Art einerseits einem außerhalb des Spiels liegenden Nutzeninteresse unterordnen und damit instrumentalisieren. Spielen kann andererseits aber auch einen Sinn in sich selbst tragen und als ein in sich sinnvolles Tun entdeckt und erlebt werden, wie es sich idealtypisch im unbeeinflussten Kinderspiel präsentiert. Beide Aspekte haben ihre Berechtigung und gesellschaftliche Funktion. Sie müssen einander nicht widersprechen und sollten nicht gegeneinander ausgespielt werden, wie die Autoren ausdrücklich betonen.

### Sekundärmotivierte Nutzenorientierung
Während sich Kinder und Jugendliche beim Spielen noch eher vom unmittelbaren Sinnerleben leiten lassen, tendieren Erwachsene wie Eltern, Erzieher, Lehrer, Therapeuten, -vor allem wenn sie sich einer bestimmten Aufgabe verpflichtet sehen,- dazu, das Spielen bestimmten Zwecken dienstbar zu machen:
Dies kann der Gesundheitsaspekt sein, unter dem ein Ausgleich zu der übermäßigen sitzenden Tätigkeit und der daraus folgenden Bewegungsarmut geschaffen werden soll.
Es kann ein Trainingsaspekt sein, da sich mit methodischen Spielreihen der mühsame Aufbau von Muskelkraft, Ausdauer und Koordinationsfähigkeit in Schule und Verein attraktiver gestalten lässt als mit arbeitsähnlichen Übungsreihen. Bewegungsspiele fließen üblicherweise  auch in die Aufwärm-, Einstimmungs- und abschließende Anwendungsphase des Sportunterrichts ein.
Der ökonomische Aspekt verbindet sich mit der Ausübung eines Sportspiels als Beruf. Profifußballer genießen neben der Freude an dem Mannschaftsspiel vor allem die Möglichkeit eines hohen finanziellen Einkommens. Kinder aus den Armenvierteln Afrikas oder Südamerikas nutzen gern die Chance des gesellschaftlichen Aufstiegs über eine erfolgreiche Profilaufbahn wie etwa die brasilianischen Fußballspieler Pelé und Ronaldo.
Den Lernaspekt bedienen die sogenannten Lernspiele, die heute das Hauptkontingent des kommerziellen Spielangebots und der Spielliteratur darstellen und den aktuellen Spielemarkt weitestgehend beherrschen. Bewegungsspiele bestimmen im Schulunterricht längst auch die Methodik der einstigen „Theoriefächer“ mit. Was Anfang der 1970er Jahre noch als schwer erreichbare Programmatik in die didaktische Diskussion getragen wurde, die methodische Ergänzung und Verknüpfung der Theoriefächer mit der Sporterziehung und dem Bewegungsspiel,  wurde von den einst reinen „Sitzfächern“ wie Deutsch und Mathematik zunehmend aufgegriffen und ist heute weithin unbestritten als Bereicherung erkannt: Es wurde verstanden, dass Bewegungsspiele unmittelbar wie mittelbar Lernergebnisse beeinflussen können. So lassen sich etwa Texte, Versmaße, Sprachrhythmen im Deutschunterricht kindgemäß unmittelbar in körperliche Bewegung umsetzen und erspüren. Die mittelbare Wirkung ergibt sich aus der Auflockerung des den Bewegungsdrang der Kinder einschränkenden Sitzzwangs und aus der daraus folgenden Belebung des Organismus und der Lernfreude durch reizvolle Bewegungsspiele.
Unter therapeutischen Aspekten  nutzen vor allem sozialpsychologisch und sozialpädagogisch tätige Institutionen die von den eigentlichen Absichten ablenkende und Emotionen weckende Beliebtheit des Bewegungsspieles für ihre speziellen Zwecke, etwa beim spielerischen Heilpädagogischen Voltigieren  in der Hippotherapie.
Bewegungsspiele wurden schon von den Philanthropen Basedow und Guts Muths nicht auf eine rein physische Wirkung beschränkt gesehen, sondern bereits in ihrer ganzheitlichen Bedeutung für die Gemütsverfassung und die geistige Befindlichkeit erkannt.

### Primärmotivierte Sinnorientierung
Bewegungsspiele können Sinn auch aus sich selbst heraus, aus dem Erleben der reinen Funktionslust der Körperorgane und dem daraus erwachsenden Spielvergnügen, entwickeln.  Dies geschieht etwa im ungelenkten freien Kinderspiel. Kinder benötigen keine Sekundärmotivation für ihr Spiel, um darin Sinn zu erfahren. Sie spielen nicht, um einen Lern- oder Trainingsgewinn zu erzielen, sondern weil ihr Spiel- und Bewegungsverlangen sie dazu treibt. In dem Spannungsfeld von „Spielen dürfen und lernen müssen“, zwischen Kindes- und Erwachseneninteresse, muss jeder Schulunterricht eine angemessene Balance finden.
Das Schwanken der gesellschaftlichen Einstellung gegenüber dem Spielen als „nutzlosem Treiben“ und „sinnhaltigem Tun“ hat eine Tradition seit dem Mittelalter. Noch Guts Muths hatte 1796 weniger das Spielvergnügen der Kinder als das Interesse der Erwachsenen im Blick, als er seiner Spielsammlung „Zur Übung und Erholung des Körpers und des Geistes“ den Satz mitgab: „Spiele sind Blumenbänder, durch welche  man die Jugend an sich fesselt; daher übergebe ich sie lieber ihren Erziehern als ihnen selbst“.
Bei  Schiller klingt neben der Zweckunabhängigkeit des Spielens auch die ganzmenschliche Bedeutung klar durch, wenn er in seinem berühmten Satz zur „Ästhetischen Erziehung des Menschen“ betont: „… der Mensch spielt nur, wo er in voller Bedeutung des Worts Mensch ist, und er ist nur da ganz Mensch, wo er spielt“ (Originalschriftliches Zitat !).
Auch in unserer stark auf Lernen und Verschulung des Lebens ausgerichteten Zeit versuchen Spielwissenschaftler wie Hans Scheuerl und Spielsammlungen von Verlagen das Spielen von Kindern wie Erwachsenen als ganzheitliches Erlebnis und in sich sinnvolles Tun, das keiner weiteren Rechtfertigung von außerhalb bedarf, wieder ins Bewusstsein zu rufen:
Die eigentliche menschliche und gesellschaftliche Bedeutung des Spielens ergibt sich nach Warwitz / Rudolf  weniger aus der methodisch begründeten Realisierung eines Nutzeffekts über das Spiel als aus einer inneren Bereicherung, die daraus erwächst, dass sich der Spielende ohne Nebengedanken auf eine ihn beglückende Tätigkeit einlässt, die ihn in seinem Menschsein voll in Anspruch nimmt und ihm eine wertvolle Alternative neben  Pflichterfüllungen in Form von Arbeit und  Alltagssorgen ermöglicht.

## Einzelbelege
1. ↑  Peter Röthig, Robert Prohl (Hrsg.): Bewegungsspiel. In: Sportwissenschaftliches Lexikon. (Reihe Beiträge zur Lehre und Forschung im Sport.) 7. Auflage. Hofmann, Schorndorf 2003.
2. ↑  Siegbert A. Warwitz, Anita Rudolf: Spielend sich bewegen – Bewegungsspiele. In: Dies.: Vom Sinn des Spielens. Reflexionen und Spielideen. 5. Auflage, Verlag Schneider, Baltmannsweiler 2021, S. 45.
3. ↑  Ekkehard Blumenthal: Kooperative Bewegungsspiele. Schorndorf 1993.
4. ↑  Siegbert A. Warwitz, Anita Rudolf: Spielgelände Straße. In: Dies.: Vom Sinn des Spielens. Reflexionen und Spielideen. 5. Auflage, Verlag Schneider, Baltmannsweiler 2021, S. 210–214
5. ↑  Pieter Brueghel: Kinderspiele. 1560, im Kulturhistorischen Museum Wien.
6. ↑  Johann Christoph Friedrich Guts Muths: Spiele zur Übung und Erholung des Körpers und des Geistes. Schnepfental 1796. (Berlin 1959).
7. ↑  Walter Stuhlfath: Volkstümliche Turnspiele und Scherzübungen aus allen deutschen Gauen. Beltz, Langensalza 1928. (mit einem Geleitwort von Friedrich Ludwig Jahn).
8. ↑  Manfred Kaderli: Geländespiele, Stuttgart 1997.
9. ↑  Siegbert A. Warwitz, Anita Rudolf: Robin Hood – erleben und gestalten. (=Projektunterricht in Schule und Hochschule, 8). Karlsruhe 1995.
10. ↑  Nadine Kutzli, Sabine Weiß: Erlebnis Dschungel. (=Projektunterricht in Schule und Hochschule, 7). Karlsruhe 1994.
11. ↑  Nadine Kutzli: Erlebnis Dschungel. Mit Schülern ein Dschungelfest gestalten. Wissenschaftliche Staatsexamensarbeit GHS. Karlsruhe 1998.
12. ↑  Siegbert A. Warwitz, Anita Rudolf: Vom Sinn des Spielens. Reflexionen und Spielideen. 5. Auflage, Verlag Schneider, Baltmannsweiler 2021, S. 37–126.
13. ↑  siehe: Hanns Petillon: 130 Bewegungsspiele für die Grundschule. Beltz Verlag, Weinheim-Basel 2013.
14. ↑  Volker Döhring: Kleine Spiele zum Beginn und Ende der Sportstunde. 2. Auflage. Wiebelsheim 2014.
15. ↑  A. Scherwolfe: Entlohnung von Profisportlern. Grin Verlag, München 2010.
16. ↑  siehe: Katrin Barth, Angela Maak: Deutsch mit dem ganzen Körper – Bewegungsspiele für alle Bereiche des Deutschunterrichts. Verlag an der Ruhr, Mülheim 2009.
17. 1 2  Siegbert Warwitz: Interdisziplinäre Sporterziehung. Didaktische Perspektiven und Modellbeispiele fachübergreifenden Unterrichts. Verlag Hofmann, Schorndorf 1974.
18. ↑  Wipke C. Hartje: Therapieren mit Pferden. Heilpädagogik – Hippotherapie – Psychiatrie.  Ulmer, Stuttgart 2009.
19. 1 2  Johann Christoph Friedrich Guts Muths: Spiele zur Übung und Erholung des Körpers und des Geistes. Schnepfental 1796. (Berlin 1959).
20. ↑  Siegbert A. Warwitz: Spielen dürfen – lernen müssen. Ein fächerübergreifendes Projekt. (= Projektunterricht in Schule und Hochschule, 1). 4. Auflage. Karlsruhe 1994.
21. ↑  Friedrich Schiller: Über die Ästhetische Erziehung des Menschen. 15. Brief. Sämtliche Werke Band 4. Stuttgart 1874, S. 591–595.
22. ↑  Hans Scheuerl: Das Spiel. Untersuchungen über sein Wesen, seine pädagogischen Möglichkeiten und Grenzen. 11. Auflage. Weinheim/Basel 1990.
23. ↑  Klaus Moosmann (Hrsg.): Das große Limpert-Buch der Kleinen Spiele. Bewegungsspaß für Jung und Alt. 2. Auflage. Limpertverlag. Wiebelsheim 2011.
24. ↑  Anita Rudolf, Siegbert A. Warwitz: Spielen – neu entdeckt. Grundlagen-Anregungen-Hilfen. Freiburg 1982.